# Čtvrtá vláda Josefa Korčáka
Čtvrtá vláda Josefa Korčáka v rámci České socialistické republiky působila v období od 18. června 1981 do 18. června 1986. Po ní následovala vláda, ve které se vystřídaly čtyři osoby na postu předsedy vlády.

## Přehled členů vlády
- Josef Korčák – předseda vlády
- Ladislav Adamec – místopředseda vlády
- Stanislav Rázl – místopředseda vlády, do 20. června 1983 předseda České plánovací komise
- Zdeněk Zuska – do 17. prosince 1982 místopředseda vlády
- František Šrámek – místopředseda vlády
- Zdeněk Krč – místopředseda vlády, od 20. června 1983 předseda České plánovací komise
- Jaroslav Tlapák – ministr financí
- Milan Klusák – ministr kultury
- Ladislav Hruzík – do 27. dubna 1982 ministr lesního a vodního hospodářství
  - František Kalina – od 27. dubna 1982 ministr lesního a vodního hospodářství
- Antonín Jakubík – ministr obchodu
- Emilian Hamerník – ministr práce a sociálních věcí
- Miroslav Kapoun – ministr průmyslu
- Karel Polák – ministr stavebnictví
- Antonín Kašpar – ministr spravedlnosti
- Milan Vondruška – ministr školství
- Josef Jung – ministr vnitra
- František Šrámek – ministr výstavby a techniky; ministerstvo bylo zrušeno k 31. říjnu 1983
- Jaroslav Prokopec – ministr zdravotnictví
- Miroslav Toman – do 20. června 1983 ministr zemědělství a výživy 
  - Vladislav Třeška – od 20. června 1983 ministr zemědělství a výživy
- Karel Löbl – ministr bez portfeje
- František Toman – do 20. září 1981 ministr bez portfeje
- Ladislav Kopřiva – od 17. prosince 1981 ministr bez portfeje
- Vlastimil Svoboda – předseda Výboru lidové kontroly
- František Šrámek – předseda České komise pro vědeckotechnický a investiční rozvoj